# كيوشي شيغيماتسو
كيوشي شيغيماتسو (باليابانية: 重松清) (6 مارس 1963، تسوياما في اليابان)؛ كاتب وروائي ياباني. درس في جامعة واسيدا.

## روابط خارجية
- كيوشي شيغيماتسو على موقع IMDb (الإنجليزية)
- كيوشي شيغيماتسو على موقع ميوزك برينز (الإنجليزية)
- كيوشي شيغيماتسو على موقع قاعدة بيانات الفيلم (الإنجليزية)